# 다카하시 유마
다카하시 유마(일본어: 高橋 悠馬, 1990년 4월 25일 ~ )는 일본의 축구 선수이다.

## 구단 경력
과거 그루자 모리오카에서 활동하였다.